# Inundações no Paquistão em 2022
As inundações no Paquistão ou enchentes no Paquistão, tiveram início em junho de 2022 e intensificaram-se em agosto de 2022. Causadas por mudanças climáticas, chuvas de monções e derretimento de geleiras, as inundações mataram pelo menos 1 136 pessoas. Em agosto de 2022, seis oficiais militares foram mortos em um acidente de helicóptero durante uma operação de socorro a enchentes. É a inundação mais mortal do mundo desde as inundações do sul da Ásia em 2017. Em 25 de agosto, o Paquistão declarou estado de emergência por causa das inundações. Em 29 de agosto, a ministra de Mudanças Climáticas, Sherry Rehman, disse que cerca de "um terço" do país estava submerso, afetando 33 milhões de pessoas. Inundações repentinas também ocorreram em áreas vizinhas da Índia e do Afeganistão.

## Contexto
Em agosto de 2022, o Paquistão recebeu mais chuvas do que o normal, com as províncias de Sindh recebendo 784% e Baluchistão 500% a mais do que a média usual de agosto. Chuvas de monção acima da média também foram registradas na Índia e em Bangladesh. O Oceano Índico é uma das regiões de aquecimento mais rápido do mundo, aquecendo em média 1°C (em oposição à média global de aquecimento de 0,7°C). Acredita-se que o aumento das temperaturas da superfície do mar aumente as chuvas de monções. Além disso, o sul do Paquistão experimentou ondas de calor consecutivas em maio e junho, que foram recordes e se tornaram mais prováveis pelas mudanças climáticas. Estes criaram uma forte depressão térmica que trouxe chuvas mais fortes do que o normal. As ondas de calor também provocaram inundações glaciais em Guilguite-Baltistão.

## Impacto

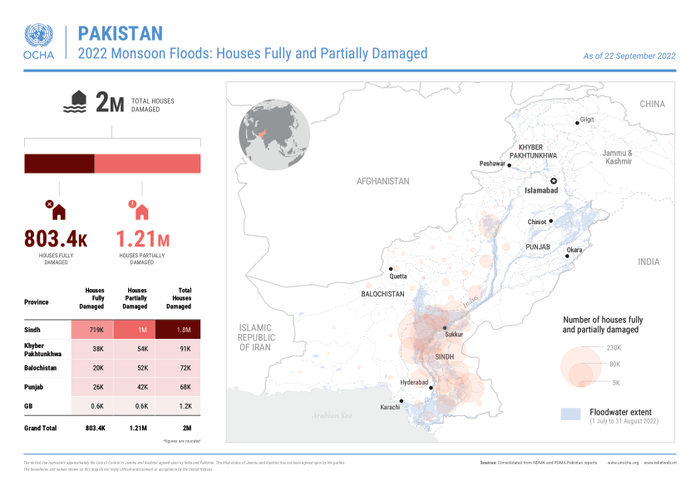
Casas danificadas por distrito do Paquistão

No total, 1 136 pessoas foram confirmadas como mortas, com mais 1 634 feridos. Mais de 300 mil pessoas ainda vivem em acampamentos temporários, desde agosto de 2022, por causa das inundações. Estas são as inundações mais mortais no Paquistão desde as inundações de 2010, quando quase 2 mil morreram em inundações, e as mais mortais no mundo desde as inundações do sul da Ásia em 2017. O Ministro das Finanças do Paquistão, Miftah Ismail, disse que as inundações infligiram pelo menos 10 bilhões de dólares em danos ao país. A Ministra de Mudanças Climáticas, Sherry Rehman, disse em 29 de agosto que "um terço" do país estava debaixo d'água e que não havia "terra seca para bombear a água", acrescentando que era uma "crise de proporções inimagináveis". Campos agrícolas também foram devastados pela água.
As fortes chuvas de monção e inundações afetaram 30 milhões de pessoas no Paquistão desde meados de junho, destruindo quase 218 mil casas e danificando centenas de milhares mais. Sindh e Baluchistão são as duas províncias mais afetadas em termos de impacto humano e infraestrutural. Mais de 700 mil animais foram mortos, a maioria deles na província do Baluchistão, enquanto a destruição de mais de 3,6 mil km de estradas e 145 pontes impediu o acesso às áreas afetadas pelas enchentes. Mais de 17 560 escolas foram danificadas ou destruídas também.